# Święty Asaf
Święty Asaf (zm. ok. 610) – święty katolicki, opat i biskup.
Około 590 roku został pierwszym lub drugim biskupem Llanelwy (obecnie St Asaph, którego jest patronem). Miejscem kultu jest Katedra w St Asaph. Jego wspomnienie obchodzone jest 1 maja.